# Даніеле Ганзер
Даніеле Ганзер (нар.. 29 серпня 1972 року, Лугано, Тічино, Швейцарія) — швейцарський історик, публіцист та конспіролог.
Найбільш відомий завдяки книзі «Секретні армії НАТО: Операція „Гладіо“ і тероризм у Західній Європі» (з передмовою історика Георга Крейса 2004), в якій, зокрема, обговорюється операція «Гладіо» і глава «9/11 та американська Імперія» в книзі під редакцією Девіда Гріффіна .

## Життєпис
Даніеле Ганзеранродився 29 серпня 1972 року в Лугано в родині пастора Готфріда Ганзера (1922—2014) і його дружини Жаннет.
Дванадцять років навчався у Вальдорфській школі, де навчання велося за антропософською педагогікою Рудольфа Штайнера, а потім перейшов до Гольбейнської гімназії яку закінчив у 1992 році, отримавши атестат зрілості і відправившись на військову службу .
Потім навчався в Базельському університеті, Амстердамському університеті і Лондонській школі економіки, де вивчав давню та нову історію, філософію та англійську мову зі спеціалізацією міжнародні відносини . У 1998 році отримав ліценціат, закінчивши факультет гуманітарних наук Базельського університету, проводячи дослідження в Базельському університеті і Лондонській школі економіки . Його науковим керівником був Юсси Ханхімякі . У 2000—2001 роках під науковим керівництвом Георга Крейса в Базельському університет Даніеле Ганзер підготував і захистив дисертацію на здобуття наукового ступеня доктора в галузі філософії (нім. Doktor der Philosophie insigni cum laude на тему «Операція „Гладіо“ в Західній Європі і Сполучених Штатах» . Ганзер мав намір пройти габілітацію у Швейцарській вищій технічній школі Цюріха і Базельському університеті, захистивши дисертацію «Пік нафти» . Однак, як стверджує в своїй книзі «Змова! Фанатична полювання за злом у світі» журналіст і письменник Роже Шавинський, Крейс та інші професори, до яких звертався здобувач, вирішили, що в представленому вигляді робота не повною мірою відповідає науковим стандартам
З 2001 по 2003 роки Ганзер відповідав за міжнародні відносини і політичний аналіз у Цюріхському аналітичному центрі Avenir Suisse .
У 2003 році був членом Консультативної ради Міністерства закордонних справ Швейцарії з громадянського миру і прав людини .
У 2003—2006 роках Даніеле Ганзер працював старшим науковим співробітником Центр з вивчення питань безпеки Швейцарської вищої технічної школи Цюріха . За словами Ганзера, у 2006 році ректор університету написав йому лист в якому сказав, що виступи і дослідження Гасера кидають тінь на репутацію навчального закладу, тому трудовий договір не був продовжений.
У 2006 році спільно з іншими вченими заснував швейцарське відділення Асоціації з вивчення пікової нафти і газу (ASPO), де до 2012 року був членом правління.
З 2007 по 2010 роки Даніеле Ганзер працював викладачем історичного факультету Базельського університету, де також брав участь в проекті дослідження «піку нафти» . До числа його наукових інтересів входили «Міжнародна новітня історія з 1945 року», «Таємна війна і геостратегія», «Таємні служби і спеціальні служби», «Пік нафти і ресурсні війни» та «Бізнес і права людини» .
У 2011 році він став засновником і очолив «Швейцарський інститут миру і дослідження енергетики», що займається питаннями державного тероризму і відновлюваної енергії .
У 2012—2017 роках викладав критичне мислення в інституті при Університеті Санкт-Галлена . Також там вів разом з Рольфом Вюстенхагеном курс з історії та майбутнього енергетичних систем .

## Російсько-українська війна
Ганзер поширює наратив російського державного уряду про те, що розширення НАТО на схід порушило обіцянку Заходу та поставило Росію під тиск. Протести Євромайдану в Україні в 2013/2014 не були продемократичним рухом, а були організовані «американськими акторами», щоб привести до влади прозахідного бізнесмена Петра Порошенка. Про це Ганзер також заявив на російському пропагандистському порталі Sputnik у 2015. Російсько-українську війну 2014 він трактує як можливу проксі-війну з боку США. Він продовжує дотримуватись цієї точки зору після російського вторгнення в Україну в 2022 році, в тому числі в російських пропагандистських ЗМІ, таких як RT. Його анонс лекції на тему "Чому почалася війна в Україні?" жодного разу не згадав Росію-агресора, а шість разів США. 
Віце-прем’єр-міністр і міністр оборони Люксембургу Франсуа Бауш у листопаді 2022 року розкритикував: інтерпретація Ганзером Євромайдану як перевороту та причини війни була «фальсифікацією історії». Ганзер припускає, що переговори також мали відбутися з Гітлером, і прирівнює демократично обраних політиків до таких деспотів, як Володимир Путін.
Історики Східної Європи Франциска Девіс, Клаус Гезтва, Юлія Обертрайс, Мартіна Вінклер і Фрітьоф Беньямін Шенк відкидають тези Ганзера про війну Росії проти України як неспроможні, сумнівні та такі, що переймають російську державну пропаганду. За словами Шенка, Ганзеру бракує «технічної експертизи» з цього питання; він ніколи не досліджував Східну Європу.

## Секретні армії НАТО
У 2004 році Даніеле Ганзер опублікував книгу, «Секретні армії НАТО: Операція „Гладіо“ і тероризм у Західній Європі», в якій стверджує, що підрозділи Гладіо тісно співпрацювали з НАТО і ЦРУ та були відповідальні за теракти проти цивільного населення Італії. Офіційно США відкидають ці звинувачення. Маркус Лінден каже: під гаслом дослідження миру він розпалює антиамериканізм, на той час як він представляє Росію як односторонній позитив.

## 9/11 та американська Імперія
Даніеле Ганзер написав главу «9/11 та американська Імперія» в книзі під редакцією Девіда Гріффіна. У ній Ганзер сумнівається, що «Аль-Каїда» стоїть за атаками 11 вересня 2001 року в Нью-Йорку та Вашингтоні. Також в своєму виступі у травні 2017 року в Тюбінгені (Німеччина) він звернув увагу на невідповідності щодо висвітлення засобами масової інформації подій 11 вересня 2001 року. У центрі його критики знаходиться WTC 7 (7-й корпус Всесвітнього торгового центру, англ. World Trade Center 7, скор. WTC 7), флігель вежі-близнюка, який впав, хоча він не був вражений ніякими літаками. «У нас є три вежі і два літаки, WTC 7 падає симетрично, це був вогонь або знесення», — сказав Даніель Ганзер
Він також ставить під сумнів висновки комісії 9/11, він заявляє, що «офіційна версія подій 11 вересня, викладена у висновках комісії, не заслуговують на довіру». Наприклад, Курт Спіллманн, заслужений професор політики безпеки в ETH, класифікував свого колишнього колегу Гансера як «спокусника і спекулянта».

## Наукові праці
- Reckless Gamble-The Sabotage of the United Nations in the Cuban Conflict and the Missile Crisis of тисяча дев'ятсот шістьдесят-дві. University Press of the South, New Orleans, December 2000,
- Der Alleingang-Die Schweiz 10 Jahre nach dem EWR-Nein. (Uwe Wagschal, Daniele Ganser, Hans Rentsch) Orell Füssli, December 2002
- NATO's Secret Armies: Operation Gladio and Terrorism in Western Europe. Cass, London 2004.
- Peak Oil: Erdöl im Spannungsfeld von Krieg und Frieden. In: Phillip Rudolf von Rohr, Peter Walde, Bertram Battlog (Hrsg.): Energie. vdf Hochschulverlag an der ETH Zürich, Zürich 2009[25]
- «America is Addicted to Oil»: USSecret Warfare and Dwindling Oil Reserves in the Context of Peak Oil and 9/11. In: Eric Wilson (Hrsg.): The Dual State: Parapolitics, Carl Schmitt and the National Security Complex. Ashgate 2012, (4. Kapitel)
- Europa im Erdölrausch: Die Folgen einer gefährlichen Abhängigkeit. Orell Füssli, Zürich 2012.